# ラウリムスパイラル
ラウリムスパイラル（英語: Raurimu Spiral）は、ニュージーランド北島でウェリントンとオークランドを結ぶノース・アイランド本線にあり、標高差139メートルを克服する鉄道のループ線とその前後のスパイラル曲線である。有名な土木工学上の構造物であり、技術の傑作と称されてきた。ニュージーランド工学会は、重要な技術遺産として指定している。

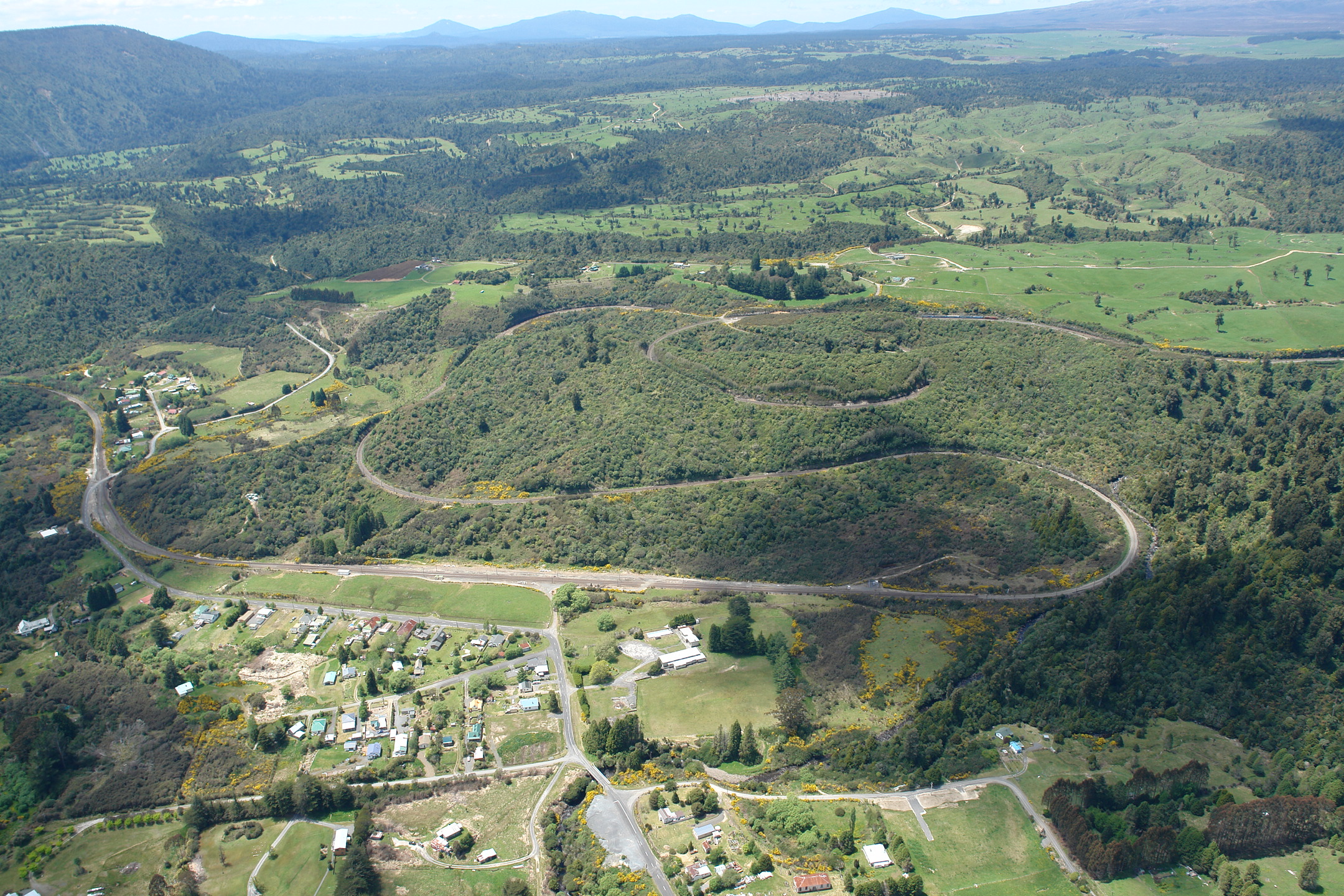
ヘリコプターから見たラウリムスパイラル

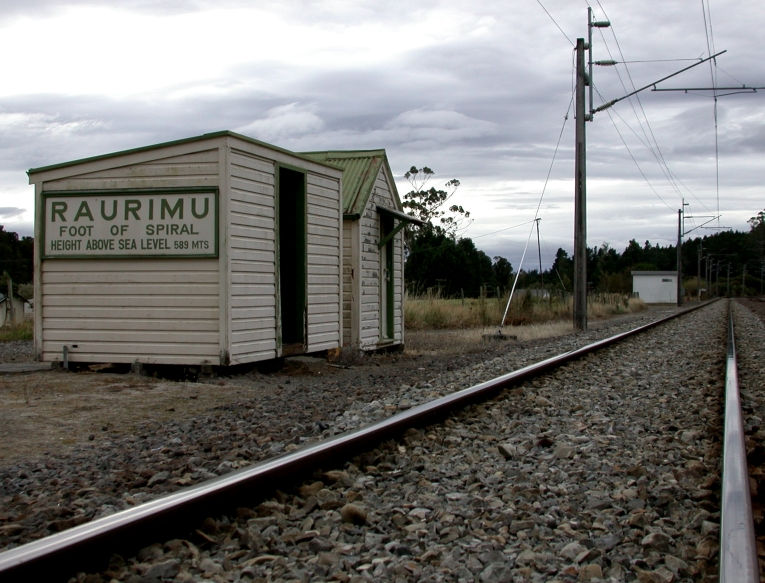
ラウリム駅

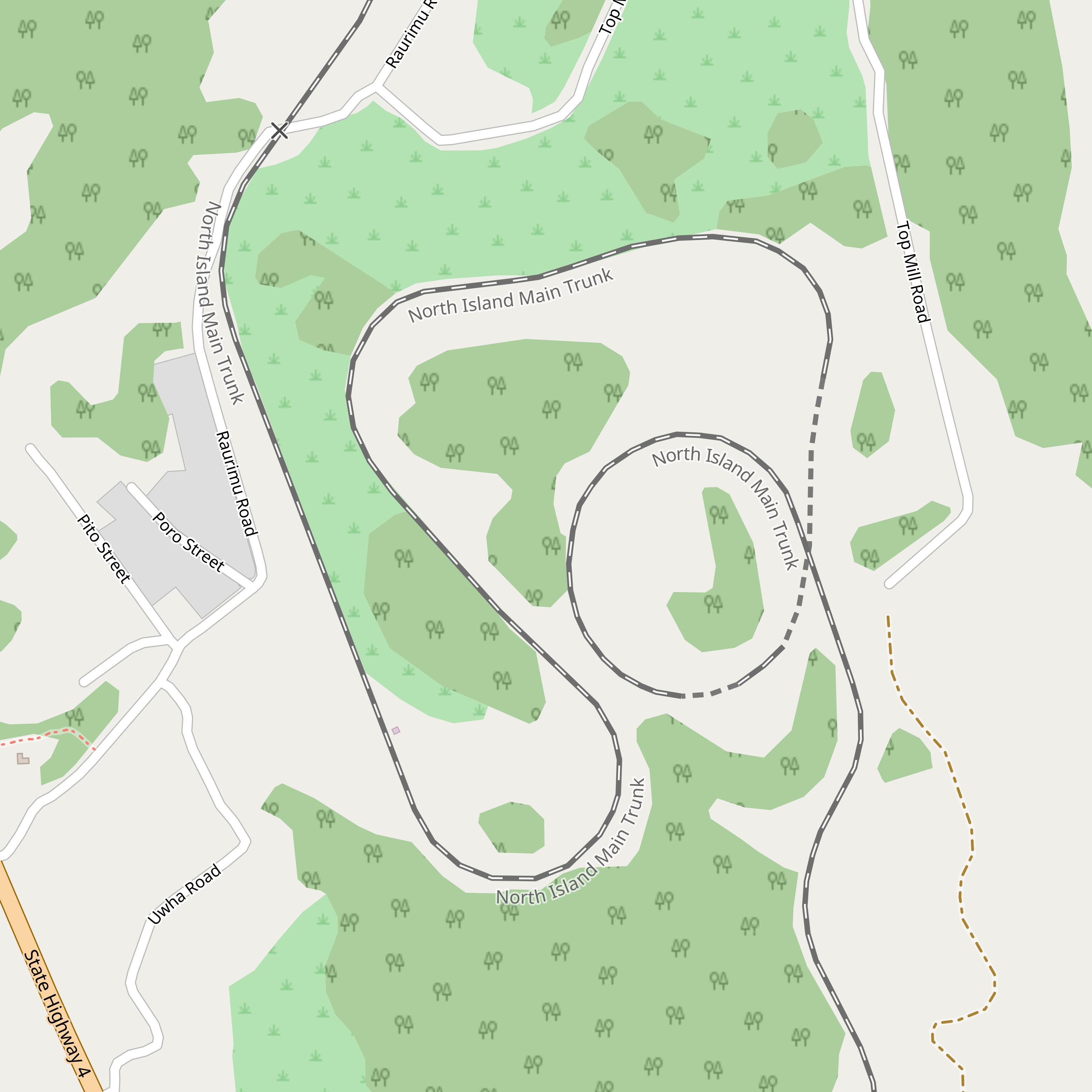
オープンストリートマップでのラウリムスパイラル付近の地図

## 背景
ノース・アイランド本線の中央部の建設中には、大きな障害が存在した。東側の北島火山高原と、西側のワンガヌイ川の峡谷の間の急勾配をどのように横断すればよいかということである。
タウマルヌイの南では、地形は急ではあるものの鉄道の建設は不可能ではなかったが、ラウリムからナショナルパークの区間は例外で、直接鉄道を結ぶことが不可能なくらい急激に土地の高度が上がっていた。これらの2点間を直結すると、ほぼ5キロメートルの区間で標高が200メートル上がり、縦断勾配は24分の1（約42パーミル）にもなる。この地域は1880年代に、より緩い勾配を取れる経路を見出すために徹底的に調査されたが、唯一実行可能と思われた経路は20キロメートルにも及ぶ大迂回と9の大規模な高架橋を必要とするものであった。この経路であっても勾配は50分の1（20パーミル）になると見込まれた。

## 建設
この問題は1898年に、公共事業省に雇用されていた技術者、ロバート・ホームズによって解決された。彼の提案した経路は、トンネルと橋の組み合わせにより、一旦通り過ぎた線路の上をループ線で逆戻りして、スパイラルを描いて通り抜けるもので、勾配は52分の1（約19パーミル）となった。この構想も費用が高く多くの労働力を投入する必要があったが、これ以前にブラウンとターナーが構想したピオピオテア川に9つの高架橋を必要とする経路よりも安いものであった。もっとも注目すべき特徴は、こんにちになってもこの路線全体を見渡せる場所はないということである。伝えられるところによると、ホームズはこの配線を想像だけで思い描いたという。
この鉄道路線は、南向きの上り勾配のスパイラルと2本の比較的短いトンネル、ループ線と3つのヘアピンカーブで構成されている。北から来た南行列車は、ラウリム駅を通過すると左に約200度のカーブを描き、今までちょうど通り過ぎてきた線路の上へと登っていく。その後に2か所のきつい右へのカーブがあり、そして2本の短いトンネルを通過する。最初がロウアー・スパイラルトンネル（384メートル）で、次がアッパー・スパイラルトンネル（96メートル）である。そして列車は完全に1周を周り、たった今通過してきたロウアー・スパイラルトンネルの直上23メートルのところを通り過ぎて、ウェリントン方面へと向かう。ここからさらに2キロメートル先に、2か所のきついカーブがあり、最初が右へ、次が左へとなる。
この2回目のきついカーブを過ぎると、列車はラウリムから6.8キロメートルの距離で132メートルを登ったことになるが、この間の直線距離は2キロメートルである。最小曲線半径としては7.5チェーン（150メートル）のものもある。
スパイラル曲線は、アルプス山脈、特にスイスにおいてはかなり一般的にみられるが、こうしたスパイラル曲線の多くには山側に大規模なトンネルがある。ホームズの配線の見事な特徴は、自然の土地の等高線の使い方にあり、高架橋を1か所も必要とせず、2本の短いトンネルだけで済ませている。
伝承によると、ある機関士は夜間に、スパイラルによってすぐ近くの線路に在線していた自分の列車の車掌車の灯火を、先行列車の末尾の灯火であると誤認し、非常ブレーキをかけたことがあるという。